# Klemens Perner
Klemens Perner (Klostergrab, sinds 1845 Hrob, 18 augustus 1889 – Bregenz, 8 oktober 1970) was een Boheems componist en kapelmeester.

## Levensloop
Perner kreeg op zevenjarige leeftijd lessen voor viool en kleine trom, later leerde hij ook dwarsfluit en altviool te bespelen. Al op 12-jarige leeftijd was hij lid van het plaatselijke harmonieorkest. In 1909 werd hij lid van het militaire muziekkorps van de "Tiroler Kaiserjäger" nr. 4 en kwam zo ook naar Bregenz, waar hij zich in 1927 vestigde. Van 1928 tot 1940 was hij dirigent van de Stadtmusik Bregenz. Na de Tweede Wereldoorlog was hij voor een bepaalde tijd ook dirigent van de harmonieorkesten te Fluh (1946-1954 en 1955-1961), Andelsbuch, Lingenau en Hohenems.
Als componist schreef hij werken voor harmonieorkest (marsen, walsen en concertstukken) en folkloregroepen en -ensembles. Het bekendste wer is de wals Ballerinnerungen, die hij voor het "Bundesmusikfest 1955" van de Opper-Oostenrijkse blaasmuziek federatie geschreven heeft. Hij was ook geïnvolveerd bij de Bregenzer Festspiele. 

## Composities

### Werken voor harmonieorkest
- Professor Westerop-Marsch
- Vorarlberger Bundesbanner-Marsch
- Hoch Bregenz, mars
- Marschperlen am Bodensee
- Ballerinnerungen, wals
- Spanisches Walzerintermezzo
- Grünbeck-Masch
- Schwarzbraune Mädel, mars
- Liedhoch, mars
- Alpenlieder-Marsch
- Klostergraber Turnermarsch